# Christer Christensson
Jan Christer Edvard Christensson, född 11 december 1967 i Malmö, är en svensk kompositör, musiker och arrangör. Christensson har framförallt skrivit musik till teater, musikaler och filmer.
Han utbildade sig vid Musikhögskolan i Malmö 1990-1994. 
Bland de teaterföreställningar där Christensson stått för nyskriven musik finns Dramatens uppsättningar av Henrik Ibsens Hedda Gabler och Maj-Gull Axelssons LisaLouise och Riksteaterns föreställning av Shakespeares Stormen.
Han har också komponerat musikalen Tummelisa (efter HC Andersens saga) som spelades på Örebro teater 2017. Christensson var musikalisk ledare och arrangör när musikalen Fame sattes upp som visukal 2012, spelad på både teckenspråk och svenska parallellt.
Musiken till långfilmerna Psalm 21 samt Och Piccadilly Circus ligger inte i Kumla (baserad på Håkan Nessers bok med samma namn) komponerades av Christensson.
Han har också komponerat ny musik till den klassiska stumfilmen Körkarlen.
2016 skrev Christensson musiken till den omtalade norska dokumentären Mannen från Snåsa, som nominerades både i klasserna Årets norska biofilm och Folkets pris vid Norges motsvarighet till Guldbaggegalan, Amandaprisen. Samma år blev även teaterproduktionen Tvättid nominerad i kategorin ¨Årets Magi ¨ vid Scenkonstgalan. Christensson skrev både musiken och medverkade som skådespelare i uppsättningen.